# Psittacara labati
Psittacara labati, "guadeloupeparakit" är en utdöd fågelart i familjen västpapegojor inom ordningen papegojfåglar. Tidigare förekom den på ön Guadeloupe i Västindien. Eftersom inga lämningar efter fågeln har hittats anses den ofta som en hypotetisk art. BirdLife International erkänner den dock som god art efter noggranna beskrivningar 1724 av Jean-Baptiste Labat (1663-1738), fransk missionär och plantageägare. Arten dog troligen ut under 1700-talets andra hälft, troligen bland annat till följd av jakt.